# Karl Müller (1817-1870)
Karl Müller (Carl Mueller) ( 1817 - 1870) fue un botánico, micólogo, pteridólogo, alemán , aborigen de Allstedt.

## Algunas publicaciones
- carl Müller, wilhelm g. Walpers. 1861. Annales Botanices Systematicae. Tomo 6, xi + 1.315 en línea

- Synopsis plantarum phanerogamicarum novarum omnium per annos 1851, 1852, 1853, 1854, 1855 descriptarum

- La abreviatura «Müll.Berol.» se emplea para indicar a Karl Müller como autoridad en la descripción y clasificación científica de los vegetales.[1]